# Подвиг Фархада
«По́двиг Фарха́да» — советский художественный фильм, снятый в 1967 году режиссёром Альбертом Хачатуровым в жанре героической драмы.
Фильм снимался в Калининградской области. За роль Фархада Джавлон Хамраев получил звание заслуженного артиста Узбекской ССР

## Сюжет
Действие фильма происходит во время Великой Отечественной войны.
Во время неудавшегося танкового прорыва капитан Фархад Аббасов попадает в плен. Немецкий генерал Гофман решается на эксперимент: под артиллерийским огнём Фархад мастерски ведёт танк «Т-34» между взрывами, в одиночку прорывая линию обороны.

Гофман восхищён храбростью и мастерством Фархада, но, не добившись от него необходимых сведений, приказывает его расстрелять. Во время разговора с Гофманом Фархад наносит ему удар и с помощью русской переводчицы Веры совершает побег. В захваченном немецком танке им удаётся на какое-то время оторваться от преследования.
Фархад приказывает Вере пробираться к своим, а сам гибнет, протаранив немецкий военный эшелон…

## В ролях
- Джавлон Хамраев — Фархад Аббасов, капитан, танкист
- Вия Артмане — Вера, переводчица
- Лаймонас Норейка — Гофман, немецкий генерал
- Валентинс Скулме — Хассел
- Мадина Махмудова
- Волдемар Акуратерс
- Геннадий Фролов
- Хикмат Латыпов — хлопкороб
- Также в съёмках принимали участие военнослужащие Прибалтийского военного округа.

## Съёмочная группа
- Автор сценария: Ибрагим Рахим
- Режиссёр: Альберт Хачатуров
- Оператор: Трайко Эфтимовский
- Художник: Вадим Добрин
- Композитор: Румиль Вильданов
- Звукорежиссёр: Израиль Аркашевский
- Директора фильма:
  - М. Ишевский
  - Н. Исламов

## Съёмки фильма
Фильм снимался в Калининградской области в городах Неман, Гусев. Батальные сцены снимали на территории Гусевского и Нестеровского районов области.
В начале фильма совещание немецкого руководства проходит в здании с высоким фронтоном. На момент съёмок это было здание штаба 26 гвардейской Восточно-Сибирской мотострелковой дивизии, расположенной на улице Зои Космодемьянской в г. Гусеве. Там же в кадр попала и сама улица с её характерным изгибом. В наши дни в здании расположен штаб 18-й гвардейской мотострелковой дивизии.

Резиденция одного из главных героев - немецкого генерала Гофмана снималась в здании
управления совхоза "Неманский", расположенного в пригороде города Немана Калининградской области - в поселке Мичуринский. 
До 1945 года здание принадлежало семье фон Мак, известных конезаводчиков Восточной Пруссии, а поселок назывался Альтхоф Рагнит (Старый двор Рагнит). 
Сцены боёв снимались в районе поселка Ольховатка Гусевского района.

## Технические данные
- Производство: Узбекфильм
- Художественный фильм, односерийный, телевизионный, чёрно-белый
- Длительность — 77 мин.